# Ecsenius oculus
Ecsenius oculus es una especie de pez de la familia Blenniidae en el orden de los Perciformes.

## Morfología
• Los machos pueden llegar alcanzar los 7 cm de longitud total.

## Reproducción
Es ovíparo.

## Hábitat
Es un pez de mar y de clima tropical y asociado a los  arrecifes de coral que vive entre 4-15 m de profundidad.

## Distribución geográfica
Se encuentra al sur de las Islas Ryukyu, el sur de Taiwán, Filipinas  y Papúa Nueva Guinea